# 泰德·巴德
泰德·巴德（英語：Ted Budd，1971年10月21日—）是美國北卡羅來納州的一位共和黨政治家，现任该州联邦参议员。2016年，他當選為北卡羅來納第13國會選區的美國眾議院議員。巴德出生在北卡羅來納州福賽斯郡。他已經結婚並有三個孩子。